# Fein (Familienname)
Fein ist ein deutscher Familienname.

## Herkunft und Bedeutung
Fein ist ein Übername, der auf das mittelhochdeutsche fīn oder vīn bzw. das mittelniederdeutsche fīn oder fīne (deutsch: fein, schön, hübsch, vornehm) zurückgeht. Er stand somit für einen Menschen mit gutem Benehmen oder angenehmem Äußeren.

## Varianten
- Feinle, Feine, Feinen

## Namensträger
- Adrian Fein (* 1999), deutscher Fußballspieler
- Benjamin Fein (1887–1962), US-amerikanischer Mobster
- Christoph Friedrich Fein († 1761), evangelischer Theologe
- Eduard Fein (1813–1858), deutscher Rechtswissenschaftler
- Egon Fein (1928–2006), deutscher Journalist und Buchautor
- Franz Fein (1896–1947), österreichischer Schriftsteller und Übersetzer
- Georg Fein (1803–1869), deutscher Publizist und demokratischer Politiker des Vormärz, Gründer und Organisator von Arbeiterbildungsvereinen
- Georg Fein senior (1755–1813), Bürgermeister der Stadt Helmstedt, Generalinspekteur der indirekten Steuern, Generaldirektor der Staatsdomänen im Königreich Westphalen
- Hans Fein (1899–1969), deutscher Unternehmer, Enkel von Wilhelm Emil Fein, Betriebsleiter der C. & E. Fein GmbH
- Irving Fein (1911–2012), US-amerikanischer Schauspieler und Fernsehproduzent
- Joel Fein (1944–2007), US-amerikanischer Tonmeister
- Johann Fein (1864–1923), österreichischer Laryngologe, eigentlich Isidor Fein
- Leonard Fein (1934–2014), US-amerikanischer Judaist, Soziologe und Publizist
- Maria Fein (1892–1965), deutsche Schauspielerin
- Otto Fein (1895–1953), deutscher Seeoffizier in beiden Weltkriegen
- Rashi Fein (1926–2014), US-amerikanischer Wirtschaftswissenschaftler
- Raymond Fein (* 1950), Schweizer Pianist und Moderator
- Robert Fein (1907–1975), österreichischer Gewichtheber
- Rudolf Walther-Fein (1875–1933), österreichischer Schauspieler, Filmregisseur und Filmproduktionsleiter
- Sylvia Fein (1919–2024), US-amerikanische Malerin
- Tony Fein (1982–2009), US-amerikanischer American-Football-Spieler
- Walter Fein (1903–1984), deutscher Schauspieler
- Wilhelm Emil Fein (1842–1898), deutscher Unternehmer und Gründer der C. & E. Fein GmbH, gilt als Erfinder der ersten elektrischen Handbohrmaschine